# HMAS Sydney (1980)
HMAS Sydney (FFG 03) – australijska fregata rakietowa, trzeci okręt typu Adelaide, pełniący służbę w latach 1983–2015.

## Skrócony opis
W latach siedemdziesiątych XX wieku, dowództwo Royal Australian Navy planowało wprowadzić do służby nowy typ okrętów w celu zastąpienia przestarzałych jednostek typu Daring i typu River. Rozważano dwie opcje zakupowe, pierwszą był zakup brytyjskich niszczycieli rakietowych typu 42, a drugą amerykańskie fregaty typu Oliver Hazard Perry. Finalnie zdecydowano się zakupić i wybudować na licencji fregaty typu Oliver Hazard Perry.
W kwietniu 1974 roku zatwierdzona została decyzja o nabyciu od Stanów Zjednoczonych dwóch jednostek. W 1977 zamówienie rozszerzono o zakup dodatkowych dwóch okrętów. Wszystkie jednostki konstruowane były w stoczni w Seattle, w stanie Waszyngton, należącej do Todd Shipyards Corporation (obecnie Todd Pacific Shipyards Corporation).
Budowa trzeciej fregaty, którą była właśnie HMAS „Sydney” (FFG 03) rozpoczęła się 16 stycznia 1980 roku położeniem stępki. Uroczyste wodowanie okrętu odbyło się 26 września 1980 roku, zaś wcielenie do służby w Royal Australian Navy przypadło na dzień 29 stycznia 1983 roku.

### Uzbrojenie i wyposażenie
Na uzbrojenie fregaty składały się jedna, pojedyncza wyrzutnia pocisków rakietowych Mk 13 Mod. 4 GMLS (Guided Missile Launching Systems). Jednostka ognia wynosiła 4 przeciwokrętowe pociski manewrujące RGM-84L Harpoon Block 2 oraz 36 rakiet przeciwlotniczych RIM-66L-2 Standard MR. Dodatkowo okręt posiadał wielokomorową wyrzutnię pionowego startu Mark 41 Vertical Launching System oraz pociski przeciwlotnicze ESSM. Uzbrojenie artyleryjskie stanowiła armata uniwersalna Mk 75 kalibru 76 mm, armata przeciwlotnicza CIWS Phalanx Block 1B, zaś broń przeciwpodwodną stanowiły dwie wyrzutnie torpedowe kalibru 324 mm dla torped Mk 32.
Okręt wyposażony był m.in. w radar dozoru powietrznego dalekiego zasięgu AN/SPS-49A(V)1, radar dozoru nawodnego i nawigacyjny AN/SPS-55, holowany, pasywny system elektro-akustyczny AN/SLQ-25 Nixie oraz wyrzutnie celów pozornych kalibru 130 mm Mk 137.

## Przebieg służby
HMAS „Sydney” (FFG 03) wcielony został do służby w Royal Australian Navy 29 stycznia 1983 roku. Na przełomie lat dziewięćdziesiątych i dwutysięcznych, planowano modernizację czterech z sześciu okrętów typu Adelaide. Wśród czterech zmodernizowanych jednostek znalazł się FFG 03. W wyniku modernizacji okręt został doposażony w wyrzutnię pionowego startu Mark 41 Vertical Launching System oraz uzbrojony w pociski przeciwlotnicze RIM-162 Evolved Sea Sparrow, pociski SM-1MR zostały zastąpione nowocześniejszą konstrukcją SM-2MR. Dodatkowo zmodernizowano wyposażenie elektroniczne okrętu, m.in. systemy dowodzenia i systemy hydrolokacyjne. 
Okręt wycofano ze służby 27 lutego 2015 roku.